# エイリアン9
『エイリアン9』（エイリアンナイン、Alien Nine）は、富沢ひとしによる日本の漫画、およびそれを原作としたアニメ作品。漫画は『ヤングチャンピオン』（秋田書店）において連載された。全3巻。続編として『チャンピオンRED』に掲載された『エイリアン9 -エミュレイターズ-』、『エイリアン9 スペシャル』がある。

## エイリアン9

### あらすじ
第9小学校に通うゆりは6年生に進級して早々、危険で気持ち悪くて誰もやりたがらない係「エイリアン対策係」に選ばれてしまった。その活動内容は、ボウグと呼ばれる共生型エイリアンを頭にかぶり、学校に出没するエイリアンを撃退・捕獲すること。対策係となった3人の少女たちは、「エイリアン対策」の日々の中でそれぞれが抱える心の問題に向き合い、絆を深め合っていく。そんな彼女たちをよそに、次々に襲い来るエイリアン達や、学校の大人達は、様々な陰謀を張り巡らせ彼女らを巻き込もうとしていた。

### 登場人物
大谷 ゆり（おおたに ゆり）
声 - 井端珠里
本作の主人公。6年椿組のエイリアン対策係。平成14年6月8日生のAB型。エイリアンを何よりも気持ち悪がって嫌う一般的な生徒。対策係には投票により、クラスメイト達から押し付けられる形で選ばれた。ちょっとしたことで気絶してしまうくらい臆病で気弱な性格で、トラブルが起こるとすぐにパニックに陥る。いわゆる泣き虫。趣味や特技は特になく、対策係としても劣等生的な評価を受けている。黒髪を二つ縛りにしている。3人家族の一人っ子。防護服の色は赤。
物語後半でかすみとくみが相次いでエイリアンと「共生」しエイリアンになってしまったのを見たことで二人を元に戻したいと考えるようになるが、そのために「宇宙船の森」に単独で入った上彼女が危機に陥った際にボウグが記憶を吸い取ってしまったため一時記憶喪失となり、赤ん坊のような状態になってしまうという事態に見舞われた。
物語終盤では学校に現れたボウグの天敵「ヒマワリ」と共生し、くみとかすみを元に戻すために彼女達にヒマワリとの共生を迫り、さらに美佑をはじめとする他の生徒達にもヒマワリとの共生を迫るが、まだ完全にヒマワリと共生していなかったためかすみをヒマワリから助けてしまい、直後駆けつけた久川先生とくみによって共生していたヒマワリを引き剥がされる。その後、精神を徐々にヒマワリに侵食されていき、自分の記憶であるかすみや美佑のイメージを「エイリアン」として次々に倒してしまうが、くみを倒そうとした際に精神内に入ってきたボウグの捨て身の行動とくみの呼びかけによって記憶が戻り、精神内のヒマワリを撃退した。その後、ボウグと共生したわけではないが、なぜか髪の一部がドリルのような巻いた形になる。
「エミュレイターズ」ではくみやかすみと一緒に暮らしており、中学校の入学式当日にエイリアンが中学校に現れたことで再びエイリアン対策に乗り出すことになる。物語後半ではかすみの手によりイエローナイフに取り込まれ、そこでボウグ化したくみに共生を迫られるが、くみがゆりを傷つけないためにボウグの本能を押さえ込んだことにより助かり、くみがイエローナイフから出て行った後自力でイエローナイフの体内から脱出。くみが運び込まれた病院に駆けつけ、そこでくみが萌菜美に助けられる一部始終を見届けることとなる。最後はかすみと久川先生がくみを元の姿に戻すために日本を去ることになったため彼女達と別れ、萌菜美や小百合と共に再びエイリアン対策係として活動を続けることになった。
川村 くみ（かわむら くみ）
声 - 清水香里
6年藤組のエイリアン対策係。平成14年9月11日生のAB型。しっかり者で面倒見のいい性格。1～5年生の間は学級委員長を務めていたが、他人の面倒を見たり責任を取らされたりすることに嫌気が差し、誰にも文句を言われずに学級委員長をやめるため、自ら進んで対策係になった（この経緯は「エイリアン9-エミュレイターズ-」収録の番外編で詳しく描かれている）。作家である母の仕事を手伝っているために知識が豊富で、成績優秀な模範的生徒。エイリアンの襲来にも冷静沈着に対処する。4歳のときに父親を亡くしており、家は母一人子一人の母子家庭。髪型は茶色のショートヘア。防護服の色は薄紫。
後に旧世代ボウグとエイリアン「ライナックス」に襲われて命を落とすが、自身のボウグの力で生き返った。それによって不完全ながらボウグと共生した状態になり、体からボウグが持つドリル状の触手を出せるようになる。しかしその代償として体からドリルを出すたびに体の一部（主に腕）を損傷するようになり、ドリルを使うたびに損傷した体の一部を再生しなければならなくなる。
「エミュレイターズ」では首から下の体がすべてドリルになっていたことが判明。更に自分自身がボウグそのものと化しつつあり、ゆりと共生したいと強く望むようになる。物語の後半でイエローナイフに取り込まれた際にゆりに自分との共生を迫った（その影響かイエローナイフの体内から出てきた際にはゆりの姿になっていた）が、ゆりを傷つけないためにボウグの本能を自力で押さえ込んだ。しかしそのためにボウグに意識を侵食され、最後は半ば暴走した状態になってゆりや萌菜美に襲い掛かったが、萌菜美のボウグによってかすみのボウグに自分の記憶を移されることで助けられる。「エミュレイターズ」最終話のラストシーンでは、その後かすみと久川先生と共にアメリカ・カリフォルニアにわたり、そこで元の姿に戻ったことが明かされた。
遠峰 かすみ（とおみね かすみ）
声 - 下屋則子
6年桃組のエイリアン対策係。平成14年7月1日生のAB型。裕福な家のお嬢様で、勉強はもちろん、ピアノやバレエ、ローラースケートなど、あらゆることをこなす天才。天真爛漫な性格で、「好きだから」という理由で対策係になった。ボウグを優雅に使いこなし、対策係としても天才と呼ばれるほど優秀。家は4人家族。海外留学中の兄のことを強く慕っているらしい。好きなフレグランスは、「バーバリーウィークエンド」。長い茶髪（アニメでは金髪）をツインテールに結っている。防護服の色はピンク。
物語後半でエイリアン「イエローナイフ」に取り込まれたところをゆりとくみに救出されたが、この事件以降イエローナイフと共生を開始し、髪をコイル状に変化させて妨害脳波を放つことが出来るようになった。また、コイルに変化した髪を相手の頭に当てることで言葉を介さずに直接自分の思考を伝えるテレパシーのような技術も得た。しかしイエローナイフとの共生により性格が一変、容貌にもある変化が現れる。
「エミュレイターズ」ではたくさんのイエローナイフの幼生を密かに育てていたことが判明。物語後半でくみがボウグ化しつつあることを知った後、成長した多数のイエローナイフを中学校に出現させ、くみとゆりをイエローナイフの体内に放り込んでくみの望みを叶えさせようとしたが、萌菜美により阻止された。実はイエローナイフと共生した後もボウグを頭に乗せており、「エミュレイターズ」の時点では成長したボウグを頭に乗せていたことが判明する。
久川 めぐみ（ひさかわ めぐみ）
声 - 久川綾
第9小学校のエイリアン対策係担当。生徒からは先生と呼ばれているが、授業を行っている描写等はなく、実際に教師であるのかは不明。専用のカウンセリング室を持っているので、どうやら学校付のカウンセラーであるらしい。細かなプロフィールは定かではないが、対策係である3人の様子をレポートにしてどこかに提出している。頻繁に面倒を起こすゆりのことを問題児と見ているが、それを表立って見せることはなく、特に生徒からも嫌われてはいない。かすみに好かれている。
その正体は「第9世代」と呼ばれるボウグとの共生に成功した人間で、成長したボウグを頭に乗せている（つまり彼女の髪はボウグそのもの）。戦闘の際には髪がドリル状に変化する。
「エミュレイターズ」ではゆり達が進学した中学校にエイリアンが現れたとの知らせを受けてそこへ向かった際、現れたエイリアンの正体が旧世代のボウグであることを知り、そのことをゆり達に伝えた後、今後の対策としてゆり達に萌菜美を加えた新しいエイリアン対策係を結成。その後、くみがボウグそのものになりつつあることに気づいて自分のボウグと共にゆり達の様子を見守っていたが、物語後半でイエローナイフの群れが中学校に現れた際、目の前でかすみにボウグを殺されてしまう。その後、校長のボウグを持ち出しかすみに反撃を試みたが、その場に居合わせた萌菜美に止められた。
丘田 知紗（おかだ ちさ）
声 - 佐久間レイ
第9小学校の校長。久川先生のことを「めぐみちゃん」と呼び、プライベートでも親しい仲。“委員会”からの指示により、エイリアン対策係の仕事に対し重大な関心を持って監視しており、単に小学校をエイリアンの侵略から守ることとは別の目的を持って行動しているようだ。久川先生同様「第9世代」の人間であり、成長したボウグを頭に乗せている。
珠木 美佑（たまき みゆ）
声 - 中山真奈美
6年藤組の生徒。対策係になってから友達ができなくなったゆりにとってクラス唯一の友達で、昔からの親友。友達想いで、6年生になってから落ち込んでばかりいるゆりを気遣い、元気付けようとしている。ゆりを通じてか、くみやかすみとも仲がいい。私立の中学を受験しようと思っている。
続編「エミュレイターズ」では、ゆり達と同じ中学校に進学する。
ボウグ
声 - 中尾隆聖
共生型エイリアン。エイリアン対策係がヘルメットのように頭にかぶって使用しており、この頭部に装着した状態が「共生」を始めた状態となる。共生した宿主の体から出る垢などの老廃物を食料として消費し、その代わりとして宿主をあらゆる危険から守ろうとする性質を持つ。カエルの頭に羽が生えたような形状をしており、その羽を大きく広げて宿主を攻撃から庇ったり、羽の先端からドリル状の触手を伸ばして外敵を撃退したりする。知能は高いようで、人並みに言語を操ることができる。その反面、宿主と共生していない状態では、這いずり回る程度の機動力しか発揮できないらしい。外見や口調などに若干の個体差が見られるが、性質や性格に大きな差はないと言われている。そのためか、作中でも種名である「ボウグ」で呼ばれることしかなく、固有名詞で呼ばれるような描写はない。エイリアンの中でも「ドリル族」と呼ばれる種族。
成長すると毛髪のような姿になり、かつらのように宿主の頭に乗る。この状態になると宿主から離れても行動する事が出来るようになる。また、宿主が危機に陥った場合は宿主の記憶を自分の中に抽出する能力も持っている。人間と共生を始めて1年が経つと「共生期」と呼ばれる時期を迎え、尻尾が太いドリルに変化する。
「エミュレイターズ」では共生した生物によって世代が決まることが語られており、久川先生や丘田校長のボウグのように人間と共生したボウグは「第9世代」と呼ばれている。これ以前に他のエイリアンと共生したボウグは「旧世代ボウグ」と呼ばれており、「エミュレイターズ」の物語前半ではこの旧世代ボウグが新世代に成り代わろうとして事件を引き起こす。
ちなみに人間と共生するのは雄のボウグだけで、雌のボウグは人間とは共生しない。また雌のボウグは雄と異なり羽が生えていない。
イエローナイフ
声 - 石田彰
植物型エイリアン。アヒルに似た巨大なエイリアンで、三つに分かれた瞳孔と長い腕が特徴。
生物の脳に直接ダメージを与えることができる特殊な機能を持ち、近づいた生物を取り込んで弱点を解析し、自分の身を守るために取り込んだ生物の「最も恐れるもの」（＝弱点）を利用し精神攻撃を行う。背中から円筒型の「アンテナ」を出して「妨害脳波」と呼ばれる脳波を出し、人間に頭痛や吐き気などのダメージを与える事も出来る。これまで学校に出現していたエイリアンとは異なる、校長曰く「予定になかった」エイリアン。
突然第9小学校の屋上に落下し、しばらくは何もしてこなかったが、その日の夜にかすみを取り込み、翌朝妨害脳波を使って小学校の生徒や教師達に対し攻撃を開始。その後ゆりとくみ、久川先生がかすみを助け出そうとすると、かすみの弱点である「一人ぼっちを恐れる感情」を使い精神攻撃を仕掛けた。
最後はかすみを解放した後に自爆するが、その際かすみがイエローナイフと共生する事を決めていたため、イエローナイフの精神はかすみと共生し続ける事になった。物語の後半では、イエローナイフの精神がかすみの体を借りて喋る場面がたびたび出てくる（その際にはかすみの瞳孔がイエローナイフの瞳孔と同じ形になる。）。「エミュレイターズ」では、かすみによって大量のイエローナイフの幼生が育てられていたことが判明する。
ライナックス
物語後半で登場するエイリアン。種類は不明。眼球に昆虫の羽根が生えたような姿をしており、集団で出現する。体の前部に口があり、これで相手に噛み付く。岩のような物体（巣？）の中には更に大量のライナックスが入っている。
第9小学校の図書室に出現し、一人で行動していたくみを襲撃し殺害。その後図書室にやってきたゆりとかすみを襲撃して二人を苦戦させたが、蘇生して駆けつけたくみにより捕獲された。「エミュレイターズ」では、このエイリアンが旧世代ボウグの放ったものであったことが判明する。
ヒマワリ
共生型エイリアン。ボウグの天敵で、その名の通りヒマワリの花に似た形をしている。ボウグ同様頭にかぶることで人間と共生し、体から虫のようなパーツが先端についた糸を出して相手の体を切断する攻撃方法を持つ他、お尻から糸を出して蜘蛛のように高所からぶら下がることができる。ヒマワリの「花びら」のような部分は長く伸び、ボウグの羽同様宿主の身を守るのに使われる他、これを羽の代わりに使って空中を飛行することが出来る。実はヒマワリの花に似た体は外殻で、その中に小さな本体がしまわれている。
物語の終盤で突如第9小学校に現れ、ゆりと共生。その後、彼女と共に第9小学校の生徒達や別のエイリアンに共生しようとしたが、無理やり相手と共生しようとしたのが仇となってすべて失敗に終わる。
その後、久川先生とくみによってゆりから引き剥がされ倒されたが、彼女の精神を侵食し、精神世界の中でゆりの記憶の一部である美佑やかすみを倒させていった。しかし、最後にくみを倒させようとした際にゆりの精神世界の中へ入ってきたゆりのボウグによってそれを阻止され、更にくみの呼びかけによりゆりの記憶が復活。最終的にゆりの手で撃退され、完全に消滅した。なお、作中の校長の台詞によれば他の小学校でもヒマワリが現れて生徒に共生を迫っていたらしい。

### 用語
エイリアン対策係
小学校に現れたエイリアンに対し、捕獲・撃退などの「対策」を施すことを目的とし、6年生のクラスの中から1名ずつが選出されたメンバーで構成される。標準的な服装として、体操服に似せた防護服、インラインスケート、そして頭部に共生型エイリアン・ボウグを帽子のようにかぶって装着する。装備にはエイリアンを生け捕りにするための麻酔銃の他に、GPS、十徳ナイフを持ち、本格的なサバイバル要員に近い。一般的なクラスの係とは違い、1年間を通して辞退・交代を行うことは“絶対に”許されず、その日の「対策」が済むまでは帰宅できないこともある。その反面、エイリアン対策には必要に応じて授業を公欠することが認められており、また対策係を成し遂げて小学校を卒業した生徒には受験を行わずとも好きな中学校へ進学できるという特典もある。
その実態は、久川先生や校長をはじめとする「第9世代」のドリル族がボウグと共生可能な人間を捜すために作ったプログラム。作中では対策係に選ばれたゆり・くみ・かすみの三人が次世代のドリル族の候補生として選ばれていたが、かすみはイエローナイフと共生し、くみは蘇生の際にボウグ化してしまったため失敗に終わった。その後、唯一の希望だったゆりもヒマワリの事件の際にヒマワリと共生し、最終的には完全に共生する寸前で阻止されたものの、その際ゆりを助けようとしたゆりのボウグが死んでしまったためにゆり達対策係は全員共生失敗に終わった。
エイリアン
数日に一度の割合で巨大なキノコ型の「宇宙船」に乗って飛来し、その後ただちにエイリアン対策係による「対策」が開始される。他の動物と同じくエイリアンを殺傷することは基本的に禁止されている。対策係による「対策」が完了するまで、一般生徒はシャッターや鉄格子で隔離された教室にて待機することになる（授業は普通に実施される）。エイリアンには寄生型、共生型、植物型が存在し、その形状、習性（人間への攻撃性）、知能共に多種多様である。生け捕りにされたエイリアンは学校の倉庫で飼育され、エイリアン対策係の生徒によって餌を与えられる。また、宇宙船の残骸は近くの宇宙船処理場にて解体され、「リサイクル」されるらしい。エイリアンの中には、一般生徒やエイリアン対策係にとって生命の危険すら伴うような種類のものも存在するが、どういうわけか各教員や保護者などから通学の必要性や対策係の存在を疑問視する声は上がっておらず、エイリアンの存在が公に広く認知されるに至っている。また、飛来してきたエイリアンが宇宙船を着陸させる場所はかならず小学校の校庭であり、船外に出てきたエイリアンが学校の敷地外に出て行くことも“ありえない”という。
実は学校に現れるエイリアンはすべて久川先生たち「委員会」が送り込んだもの。ただし、物語後半で登場したイエローナイフやヒマワリといったエイリアンは先生たちが送り込んだものではなく、予定にないイレギュラーのエイリアンである。物語の後半からは、イエローナイフのようにドリル族の計画（前述の「エイリアン対策係」の項を参照）を邪魔しようとするエイリアンが多数登場するようになる。
共生
一般的な意味は共生の項を参照。本作では、寄生の対義語として位置づけられ、異なる生物種同士の相互依存の関係を指す。とくに地球人類とエイリアンの関係に当てはめて使用される。作中では、共生型エイリアン・ボウグとエイリアン対策係の生徒との共生関係が、本来危険なエイリアン対策の仕事を安全に行うために利用されている。対策係の生徒達は、学校や家庭内でのボウグとの共生を長期間にわたって続けることにより、ボウグの持つ戦闘能力をより使いこなすことができるようになる中で、脳波パターン・遺伝情報などの面でより共生しやすい体質が形成されていくらしい。一方で、ボウグにも宿主の感情を模倣したような行動が現れるようになり、ついには人格形成に至るという。
作中の久川先生の発言によると、完全に共生するにはおよそ1年かかり、その間に上にあるようにより共生しやすい体質が出来ていく。一方、ヒマワリのように無理やり相手と共生しようとするエイリアンは相手が共生しやすい体質になる前に共生しようとするため、相手の肉体に大きなダメージを与えてしまう（作中でヒマワリが共生を試みた他のエイリアンやゆり以外の生徒達がヒマワリと共生できなかったのはそのため）。

### 単行本
- 第1巻 ISBN 4-253-14607-4
- 第2巻 ISBN 4-253-14608-2
- 第3巻 ISBN 4-253-14609-0
- エイリアン9 コンプリート ISBN 4-253-23102-0
  - 上3巻を1冊にまとめ、書き下ろしストーリー、イラストを加えたもの。

### アニメ
2001年から2002年にかけてバンダイビジュアルから各巻1話収録の全4巻でOVAがDVDおよびVHSで発売。当初から全4巻ではあるが原作の中盤までのアニメ化で終わっている。発売前にAT-Xにて先行放送を実施。視聴年齢制限あり。

#### スタッフ
- 監督 - 藤本ジ朗（Vol.1）、入江泰浩（Vol.2 - Vol.4）
- シリーズ構成 - 村井さだゆき
- キャラクターデザイン - 入江泰浩
- クリーチャーデザイン - 岩倉和憲
- 美術監督 - 東潤一
- 色彩設定 - 店橋真弓
- 撮影監督 - 高瀬勝
- 編集 - 西山茂
- 音響監督 - 岩浪美和
- 音楽 - 蓜島邦明
- プロデューサー - 大沢信博、松倉友二
- アニメーション制作 - GENCO、J.C.STAFF
- 製作 - エイリアン9製作委員会（バンダイビジュアル、テレビ東京メディアネット、日本コロムビア、アニメシアターX、ジェンコ）

#### 主題歌
オープニングテーマ
「Flower Psychedelic 〜type YURI〜」（第1話）
作詞・作曲・編曲 - en avant / 歌 - 大谷ゆり（井端珠里）
「Flower Psychedelic 〜type KUMI〜」（第2話）
作詞・作曲・編曲 - en avant / 歌 - 川村くみ（清水香里）
「Flower Psychedelic 〜type KASUMI〜」（第3話）
作詞・作曲・編曲 - en avant / 歌 - 遠峰かすみ（下屋則子）
エンディングテーマ
「rebirth」
作詞・作曲・編曲 - en avant / 歌 - en avant
ボイス - 大谷ゆり（井端珠里、第1話）、川村くみ（清水香里、第2話）、遠峰かすみ（下屋則子、第3話）
第4話はオープニングテーマおよびエンディングテーマのボイスなし。

#### 各話リスト
| 話数 | サブタイトル               | 脚本         | 絵コンテ          | 演出       | 作画監督                       |
| ---- | -------------------------- | ------------ | ----------------- | ---------- | ------------------------------ |
| 1    | 第9小学校 エイリアン対策係 | 村井さだゆき | 藤本ジ朗 入江泰浩 | 藤本ジ朗   | 入江泰浩 岩倉和憲              |
| 2    | 退屈 宇宙船 過成長         | 水上清資     | 錦織博            | 桜美かつし | 入江泰浩 岩倉和憲              |
| 3    | 夏休み ボウグ 絶命         | 村井さだゆき | 桜美かつし        | 桜美かつし | 加藤やすひさ 入江泰浩 岩倉和憲 |
| 4    | 始まりの終わり             | 水上清資     | 入江泰浩          | 入江泰浩   | 入江泰浩 岩倉和憲              |

#### 関連商品（CD）
- エイリアン9 椿組ゆり盤 2001年6月21日発売 CODC-1973
- エイリアン9 藤組くみ盤 2001年6月21日発売 CODC-1974
- エイリアン9 桃組かすみ盤 2001年6月21日発売 CODC-1975
- エイリアン9 オリジナル・サウンドトラック きゅう 2001年11月21日発売 COCX-31694
- エイリアン9 スペシャルCDエキストラ 第9小学校学芸会 2002年1月19日発売 COCX-31768

## エイリアン9 -エミュレイターズ-

### 概要
「チャンピオンRED」に掲載された「エイリアン9」の続編。中学生になったエイリアン対策係の三人が再びエイリアンをめぐる事件に巻き込まれる様子を描く。「エイリアン9」の完結編でもある作品。本編とは別に、特別編がいくつか書かれている。

### あらすじ
様々な危機を乗り越え、エイリアン対策係の1年間を終了したゆりは、くみ、かすみと共に小学校を卒業し、揃って私立日の出学園に進学した。しかし入学式の当日、中学校に来るはずのないエイリアンが襲来。3年生の駒井萌菜美とともに、ゆり達は再びエイリアン対策に乗り出すことになる。予期せぬ事態にただ狼狽するゆり。翌日、三人の前にかつての対策係の顧問・久川先生が現れ、彼女の口からこれまでにない敵の出現が告げられる。
この事態を受け、久川先生は急遽ゆり達に萌菜美を加えた新たな対策係を結成し、新たな敵の出現に備えることにした。そんな中、くみの体にある重大な変調が現れ始めていることに気づいた久川先生は密かに三人の様子を見守ろうとする。しかし、同じくくみの異変に気づいたかすみは、彼女を助けるためにある事件を引き起こすのだった……。

### 登場人物
駒井 萌菜美（こまい もなみ）
ゆり達が進学した私立日の出学園の生徒。3年生で、ゆり達の先輩に当たる。長い黒髪が特徴だが、なぜかいつも髪がうねうねと動いている。中学校にエイリアンが現れた事から、ゆり達と共にエイリアン対策に乗り出す事になる。防護服の色は青。
実は彼女も久川先生達同様ボウグと共生した人間で、動く黒髪は毛髪状に成長した彼女のボウグである。物語の後半でかすみが引き起こした事件に巻き込まれ、その際くみを救う重要な役目を担うことになる。
仙道 小百合（せんどう さゆり）
私立日の出学園の生徒の一人。かすみと親しくなる。物語のラストではゆり・萌菜美と共に対策係に任命された。
松本 秀明（まつもと ひであき）
私立日の出学園の生徒の一人。ゆりと同じクラスの生徒で、ゆりと親しくなる。
町子（まちこ）
久川先生と校長の友人と思われる女性。特別編に登場する。
竹田 秀樹（たけだ ひでき）
6年藤組の生徒。特別編に登場する。
1年生のときからくみと一緒のクラスで、係決めの際にいつもクラスメイトから委員長を押し付けられていた。このため、一緒に委員長をしていたくみは彼の面倒を見るのに嫌気が差し、委員長を辞めるためにエイリアン対策係に立候補することになる。
密かにくみを慕っていたらしく、自分と同じようにくみを頼っていたゆりを敵視していた。そのため、エイリアン「アグレッサー」と共生してゆりを拉致し、彼女やゆりを助けに駆けつけたくみ達を襲撃する。

## エイリアン9 スペシャル
『チャンピオンRED』2003年7月号に掲載された『エイリアン9 -エミュレイターズ-』の後日談。全ページカラーの読み切りで単行本未収録。